# L'Annonciation (Dürer)
Pour les articles homonymes, voir L'Annonciation et Annonciation.
L'Annonciation est un dessin réalisé vers 1526 par Albrecht Dürer, peintre et graveur de la Renaissance allemande, et conservé au musée Condé à Chantilly.

## Description
Dans un vaste espace, si haut de plafond que seul le départ de la voûte est tracé, se déroule l'annonce de la maternité divine faite à la Marie (mère de Jésus) par l'archange Gabriel, l'un des grands mystères de la Bible. La Vierge se tient sous un baldaquin monumental rappelant celui de L'Annonciation de Martin Schongauer (vers 1480). L'archange, semblable à une Victoire ailée hellénistique, engage un mouvement aussi puissant que balancé, dont le dynamisme renforce le message de l'évènement biblique. Un violent rayon de lumière divine, barrant la feuille de sa diagonale, accompagne la colombe du Saint-Esprit ; il éclaire une scène que même l'immense oculus, plus grand encore que celui de La Cène, laisserait sans lui dans l'obscurité.

## Analyse
Le choix de cet épisode pourrait être un simple prétexte à une construction parfaitement ordonnancée et rigoureuse, jusqu'au placement de chaque objet, rappelant l'ordre que l'on trouve chez le Saint Jérôme dans sa cellule ; Son traitement exprime cependant la révélation transcendante, dont la noblesse est confortée par la préciosité du décor intérieur et du mobilier. Certains détails, comme le siège aux pattes de lion, sont repris du dessin de La Calomnie d'Apelle. Le niveau d'achèvement, le rehaut des visages ou la tapisserie mille-fleurs à l'aquarelle qui orne le mur de la chambre laissent à penser que cette feuille aux dimensions imposantes était destinée à un commanditaire ou à un collectionneur.